# Динкулешти (Арђеш)
Динкулешти (рум. Dinculești) насеље је у Румунији у округу Арђеш у општини Појана Лакулуј. Oпштина се налази на надморској висини од 358 m.

## Становништво
Према подацима из 2002. године у насељу је живело 395 становника, од којих су сви румунске националности.